# 小北门 (广州)
小北門，是中國廣州宋代至明、清時代的城門，位于广州市北部，是老城八城門之一。

## 位置
在今越秀區，在越秀山（觀音山）東面，处越秀山麓，位于现在的小北路与越秀北路交匯处，即約莫小北花圈處。

## 历史

### 經濟
位於省城北部，較爲荒涼。

### 军事
小北門是廣州北面的制高點，歷來為兵家必爭之地。

### 拆除
1918年，中華民國政府修筑馬路，小北门被拆除。

## 影响
現廣州有一馬路曰小北路。

## 復建
2009年3月10日，越秀区建设和市政局副局长陈小泉表示，越秀区准备在越秀公园东门复建“小北门”，并在越秀公园前广场建造“小北寻迹”绿化广场。

### 復建方案

#### 方案一
保留越秀公园东门入口门楼以及门窗，整体色调为灰色。

#### 方案二
保留越秀公园东门入口门楼以及门窗，整体色调为暗红色。

#### 方案三
保留越秀公园东门入口门楼，但不保留门窗。 

#### 方案四
拆除越秀公园东门入口门楼，按照古城门比例与样式建仿古门楼。 

### 時間
方案于2009年3月底敲定，4月動工，预计6月份可完工。 